# Responsabilitat penal
La responsabilitat penal és, en Dret, la subjecció d'una persona que vulnera un deure de conducta imposat pel Dret penal al deure afrontar les conseqüències que imposa la llei. Les dites conseqüències s'imposen a la persona quan se li troba culpable d'haver comés un delicte o haver sigut còmplice d'este.
La responsabilitat penal la imposa l'Estat, i consistix en una pena que busca castigar el delinqüent i intentar la seua reinserció per a evitar que torne a delinquir.

## Diferència amb la responsabilitat civil
La responsabilitat penal no busca rescabalar o compensar a la víctima del delicte, sinó que eixa serà una responsabilitat civil independent i derivada de l'acte delictiu.
De vegades els dits conceptes es confonen, i sobretot en el dret anglosaxó, atès que ambdues responsabilitats poden portar a obligacions pecuniàries. No obstant això, hi ha diverses diferències:
- La seua finalitat és distinta: La responsabilitat penal sanciona, i la civil repara un dany.
- La quantitat de la quantia a pagar es calcula amb diferents mesures: Una multa (responsabilitat penal) estarà basada principalment en la gravetat del fet delictiu, mentre que la responsabilitat civil busca rescabalar un dany a la víctima.
- Normalment el destinatari també és distint. La responsabilitat penal se sol pagar a l'estat, i la civil a la víctima.

## La responsabilitat penal en les persones jurídiques
Històricament s'ha entès que una persona jurídica no pot ser responsable penalment, en tant que no pot cometre delictes per si mateixa (i hi ha moltes penes que no pot complir).
No obstant això, hi ha alguns delictes que poden ser comeses des d'una persona jurídica i que inclús poden realitzar-se únicament en benefici de la mateixa (estafa, apropiació indeguda, delictes fiscals, etc.). En eixos casos, s'entenia que el responsable penal seria la persona física que presa les decisions.
Esta doctrina es continua mantenint en la gran majoria d'ordenaments jurídics, si bé en alguns comença a aparèixer la possibilitat que una persona jurídica cometa un delicte. En eixos casos, la pena s'ajusta al tipus de sanció que la persona jurídica pot complir (normalment pecuniària, encara que també es podria fer alguna privació de drets).